# Aaron J. Ihde
Aaron John Ihde (* 31. Dezember 1909 bei Neenah; † 23. Februar 2000 in Sarasota) war ein US-amerikanischer Chemiehistoriker.
Ihde war der Sohn von Milchfarmern und Einwanderern und studierte Chemie an der University of Wisconsin-Madison in Madison mit dem Bachelor-Abschluss 1931. Danach war er Chemiker bei der Blue Valley Creamery Company in Chicago. 1938 kehrte er an die University of Wisconsin zurück und studierte Lebensmittelchemie und Biochemie mit der Promotion bei Henry Schuette 1941. Schuette erweckte auch sein Interesse an Chemiegeschichte. Er lehrte ein Jahr an der Butler University in Indianapolis und war dann Instructor für Chemie an der University of Wisconsin, an der er schließlich 1945 als Assistant Professor fest angestellt wurde und die einleitenden Chemiekurse hielt, aber auch den Kurs über Geschichte der Chemie neu belebte und 1947 bis zu seiner Emeritierung 1980 einen interdisziplinären Kurs The Physical Universe hielt. 1951/52 hielt er in Harvard Vorlesungen über Wissenschaftsgeschichte als Carnegie Intern in General Education. Er kam dort in Kontakt mit James B. Conant, George Sarton, Thomas S. Kuhn, Gerald Holton und I. Bernard Cohen. 1957 wurde er Professor in der Fakultät für Wissenschaftsgeschichte an der University of Wisconsin, die er mit aufbaute.
Sein Buch The Development of Modern Chemistry war in den USA lange ein Standardwerk. Er war lange Herausgeber des Badger Chemist.
Er war aktiv in der Sicherstellung von Reinheitsstandards für Medikamente und Lebensmittel und stand zeitweise dem Wisconsin Foods Standard Advisory Committee vor.
1968 erhielt er den Dexter Award und 1978 den Distinguished Teaching Award der University of Wisconsin. 1962 bis 1964 stand er der History of Chemistry Division der ACS vor.

## Schriften
- The development of modern chemistry, New York: Harper and Row 1964, Dover 2012
- Herausgeber mit William Kieffer: Selected readings in the History of Chemistry, Verlag Journal of Chemical Education, mehrere Bände, ab 1965  (aus dem Journal of Chemical Education)
- Chemistry, As Viewed from Bascom Hill: A History of the Chemistry Department at the University of Wisconsin in Madison, 1990